# Murina aurata
Murina aurata es una especie de murciélago de la familia Vespertilionidae.

## Distribución geográfica
Se encuentra en Nepal, India China Birmania, Tailandia, Laos y Vietnam.